# Anthony Mamo
Anthony Mamo   (Birkirkara, 9 de gener de 1909 - Mosta, 1 de maig de 2008) va ser el primer President de Malta quan aquest país esdevengué una república independent el 1974. Anteriorment havia servir com a Governador-General sota el regnat d'Isabel II. Malgrat que mai havia estat directament involucrat en política, va ser nomenat Cap de Justícia de l'illa el 1957, càrrec que va ostentar fins al 1971 quan va ser nomenat Governador-General, càrrec de nova creació. Va ser president del país entre el 13 de desembre de 1974 i el 27 de desembre de 1976, quan va ser succeït per Anton Buttigieg.
Va morir l'any 2008 als 99 anys. En el moment de la seva mort era el president retirat més longeu del món.

## Honors
- Ordre Nacional del Mèrit de Malta
- Orde de l'Imperi Britànic
- Conseller de la Reina
- Knight Bachelor